# Ogród biblijny w Proszowicach
Ogród biblijny w Proszowicach – ogród biblijny w Proszowicach, w województwie małopolskim. Założony został przy placówce Caritas. Jego projektantami są Zofia Włodarczyk, autorka książki Rośliny biblijne oraz dr arch. Leszek Bylina. Obydwoje są nauczycielami akademickimi Uniwersytetu Rolniczego w Krakowie.
Jest to najstarszy ogród biblijny w Polsce. Jest pierwszą w Polsce próbą pokazania krajobrazów Ziemi Świętej – ojczyzny Jezusa oraz treści biblijnych i roślin biblijnych w plenerze. Jest to niewielki ogród, jego powierzchnia wynosi tylko 10 arów. Ze względu na niewielką powierzchnię ma charakter symboliczny. Znajdują się w nim greckie litery Alfa i Omega – symbol Jezusa, miniaturowa pustynia, kraj mlekiem i miodem płynący, pola zbóż, poletka ziół i warzyw, przejście przez Morze Czerwone, symbole judaizmu i chrześcijaństwa, przypowieści o morwie, o ziarnku gorczycy oraz liliach polnych, studnia Jakuba, winnica, ogród oliwny, siedem gatunków roślin uprawnych Ziemi Obiecanej, cztery gatunki roślin na święto Sukkot oraz inne ciepłolubne rośliny uprawiane w pojemnikach. Są trzy rzeźby przedstawiające: krzew gorejący, gołębicę oraz laskę Mojżesza i strumień wody.
Ogród jest uporządkowany tematycznie. W jego środku znajduje się wydzielony dwoma półkolistymi drewnianymi kratami zamknięty ogród opisany w Pieśni nad Pieśniami. Na kratach róże pnące. 12 podpór symbolizuje 12 pokoleń Izraela. W środku ogrodu znajduje się źródło wody zwane studnią Jakuba. Kamienny głaz, z którego wypływa woda symbolizuje Jezusa, a blado różowe i czerwone róże kwitnące na kratach krew i wodę, która wypłynęła z przebitego włócznią boku Jezusa. Ośmiokątny kształt studni symbolizuje Osiem błogosławieństw.
Zwiedzanie ogrodu jest bezpłatne. Szczegółowy opis ogrodu znajduje się w opracowanym przez Z. Włodarczyk przewodniku po ogrodzie, dostępnym na miejscu.

## Galeria

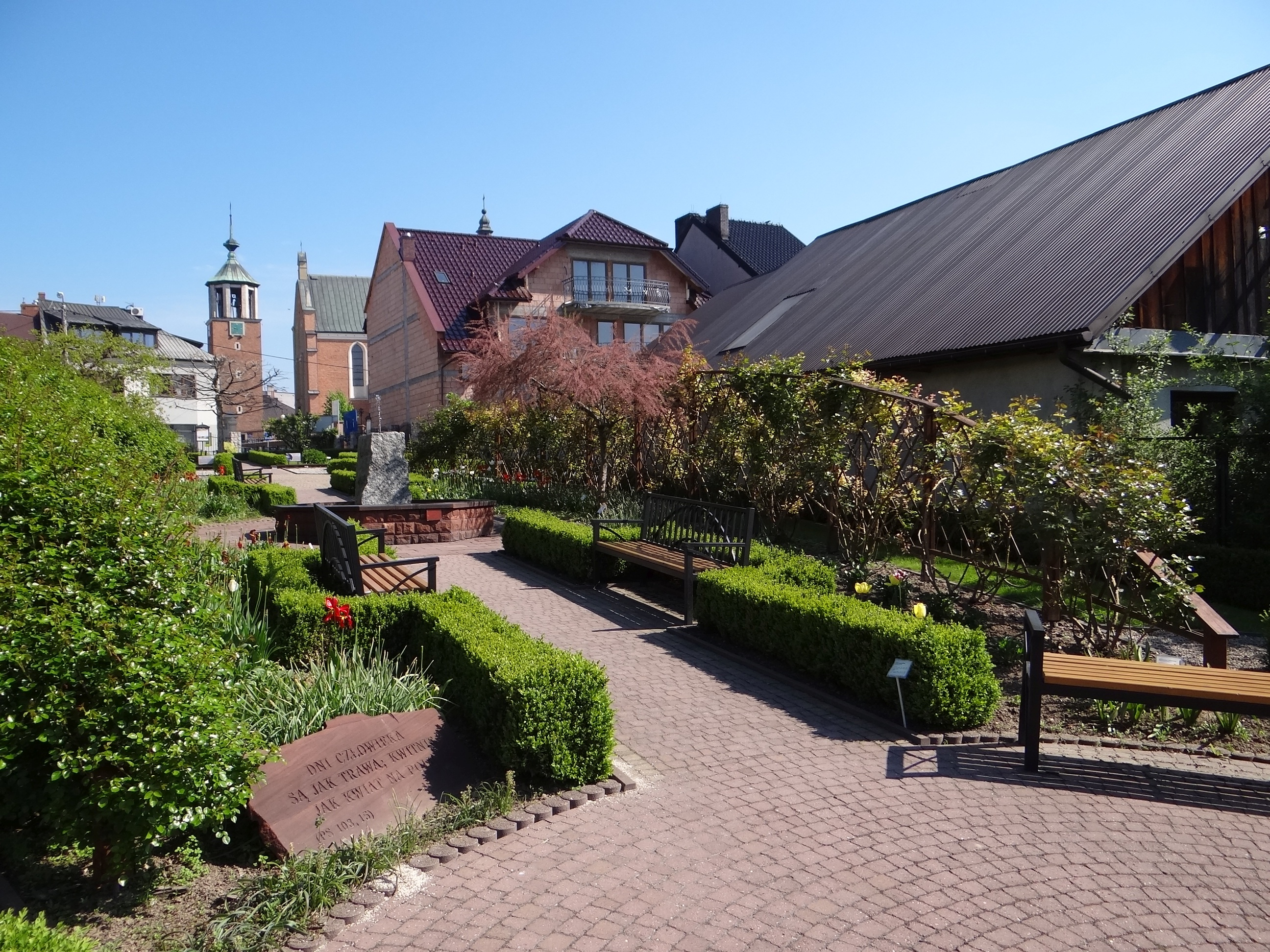
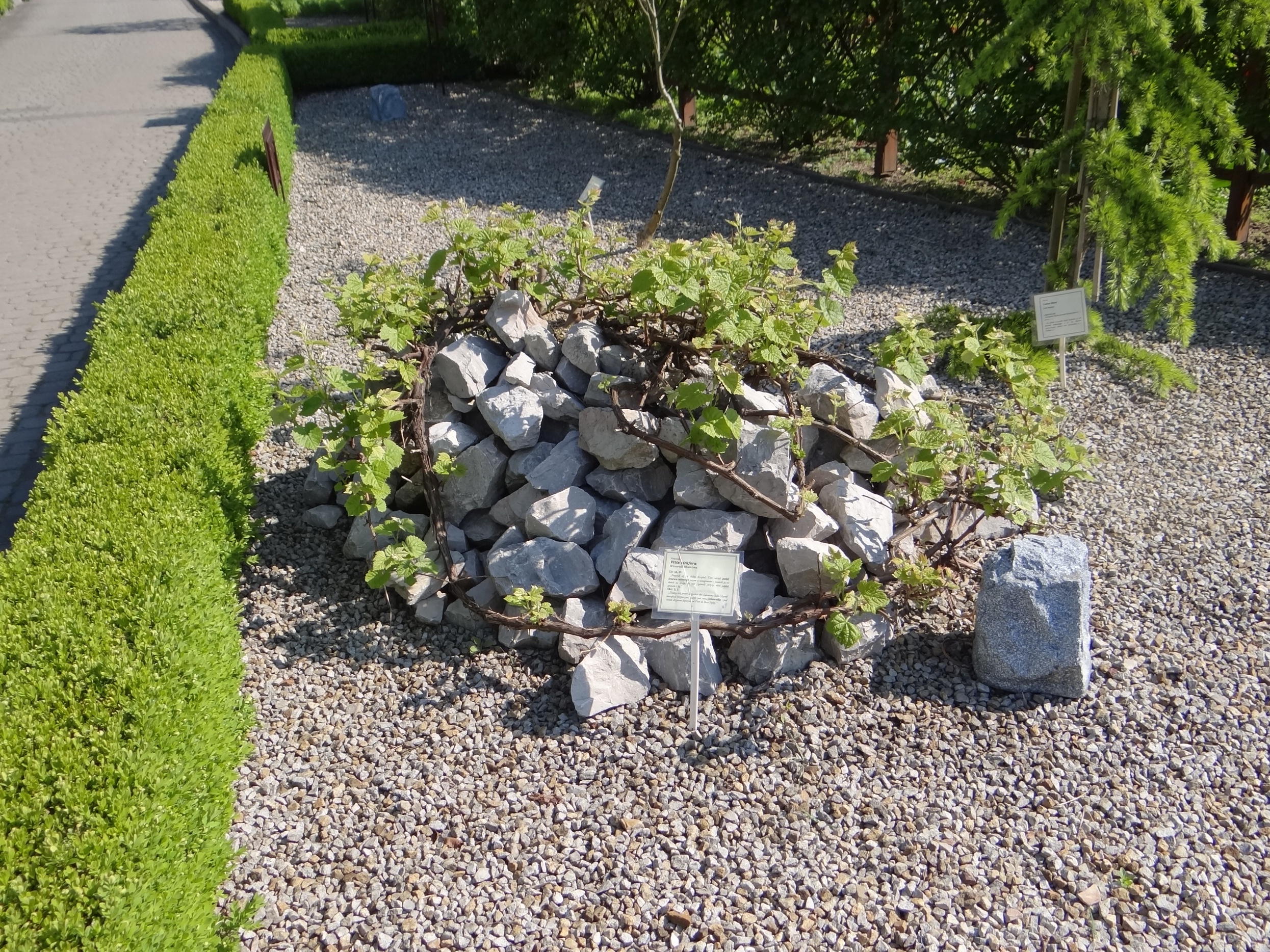
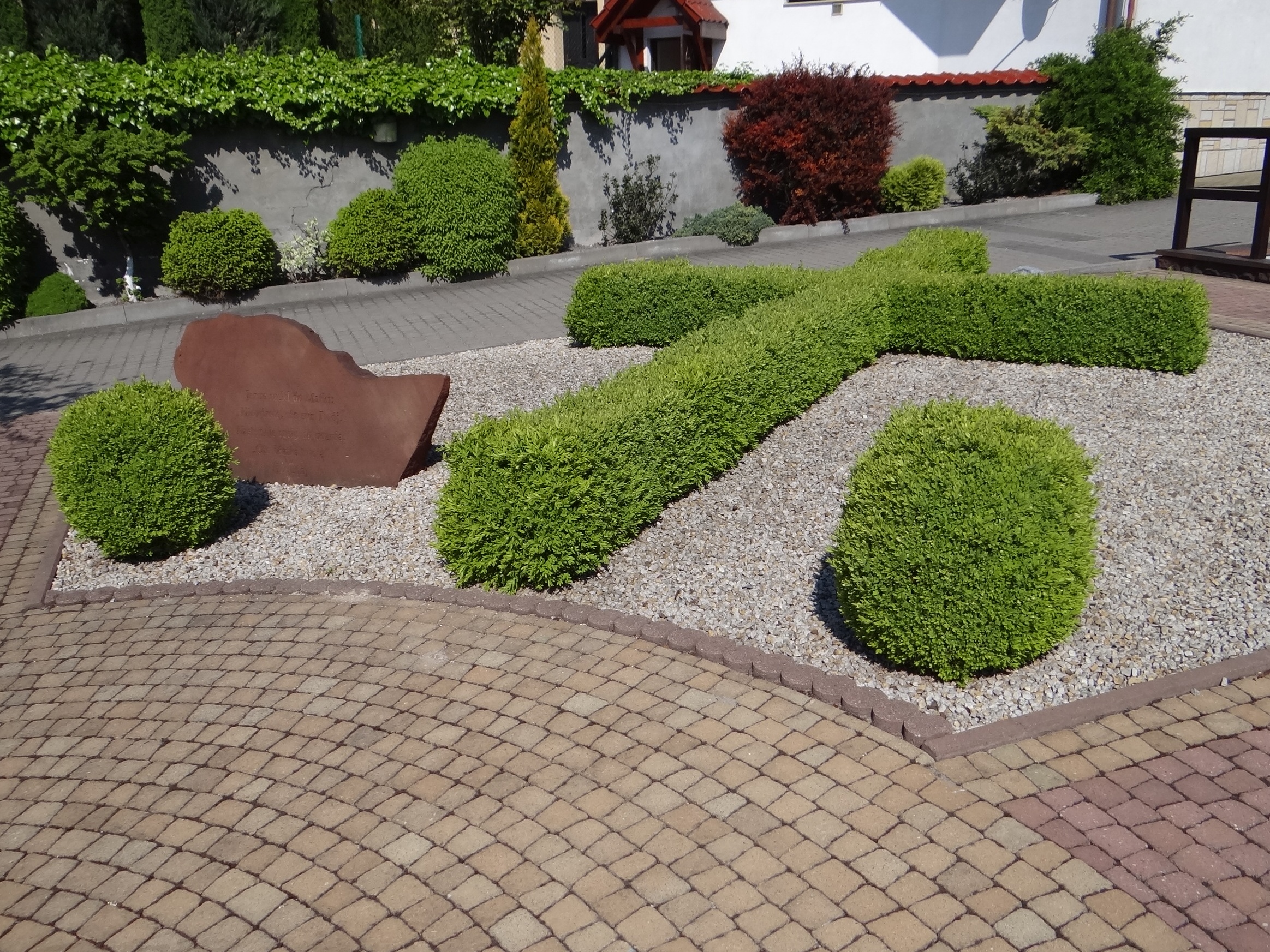
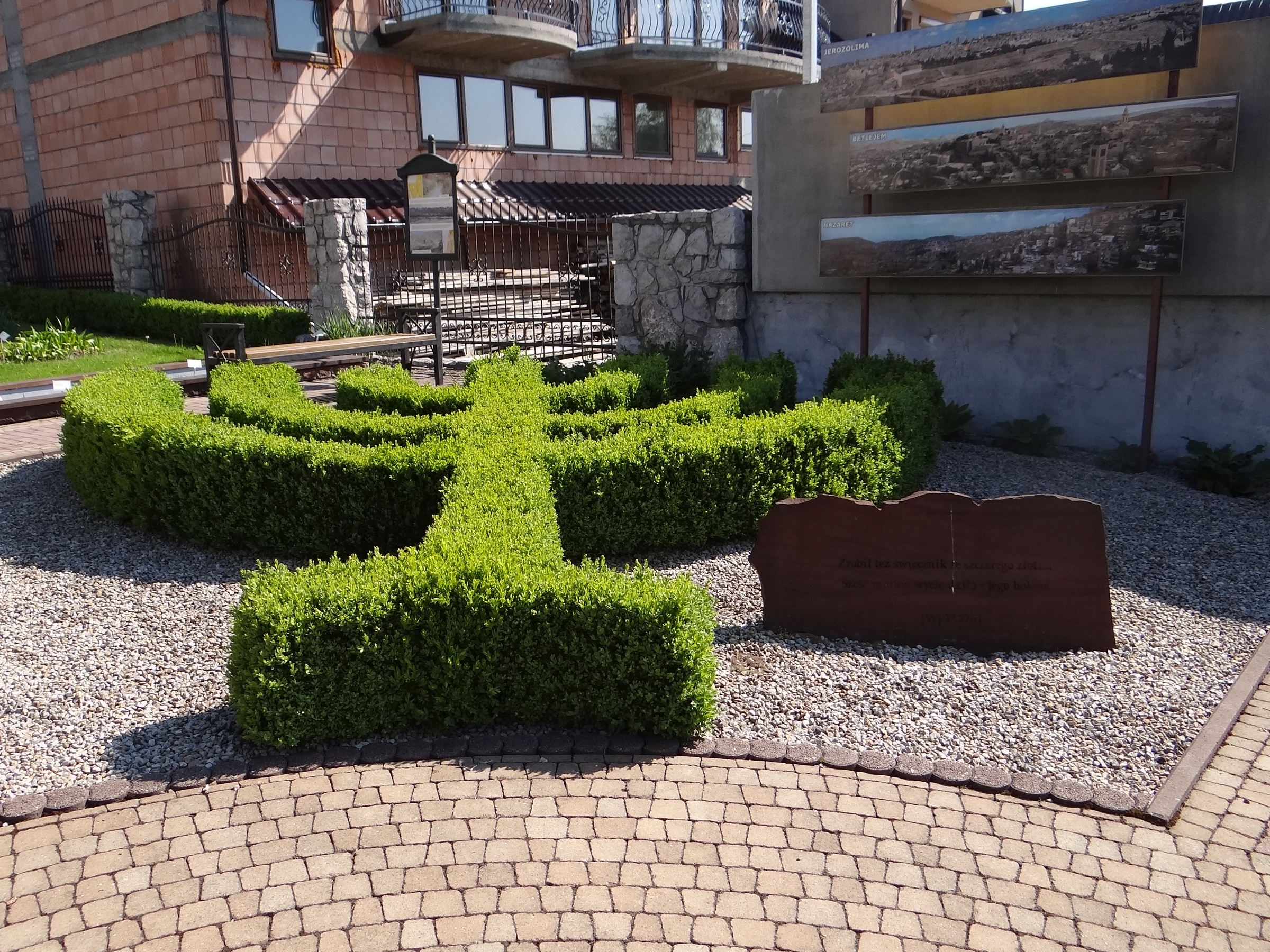
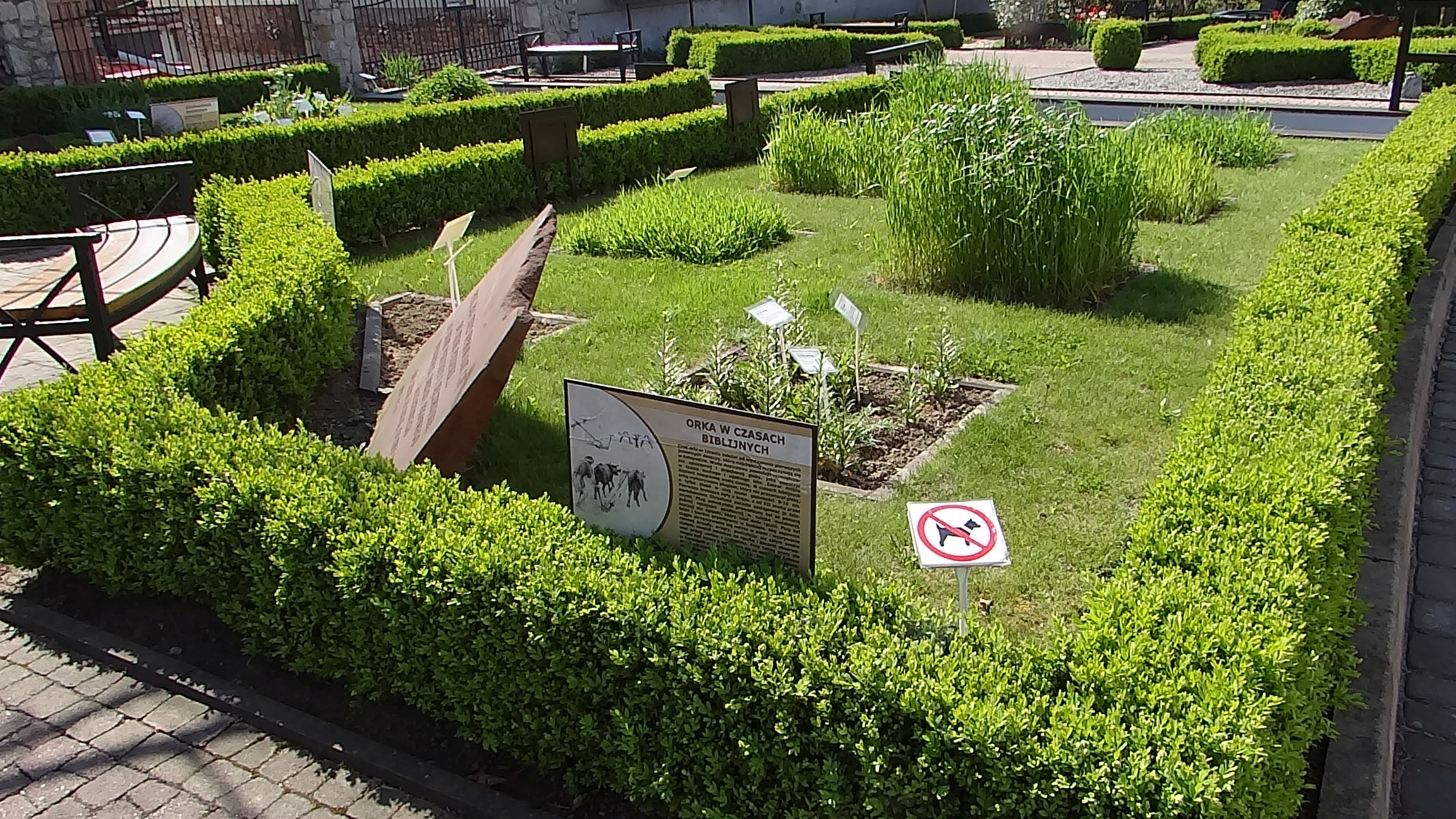
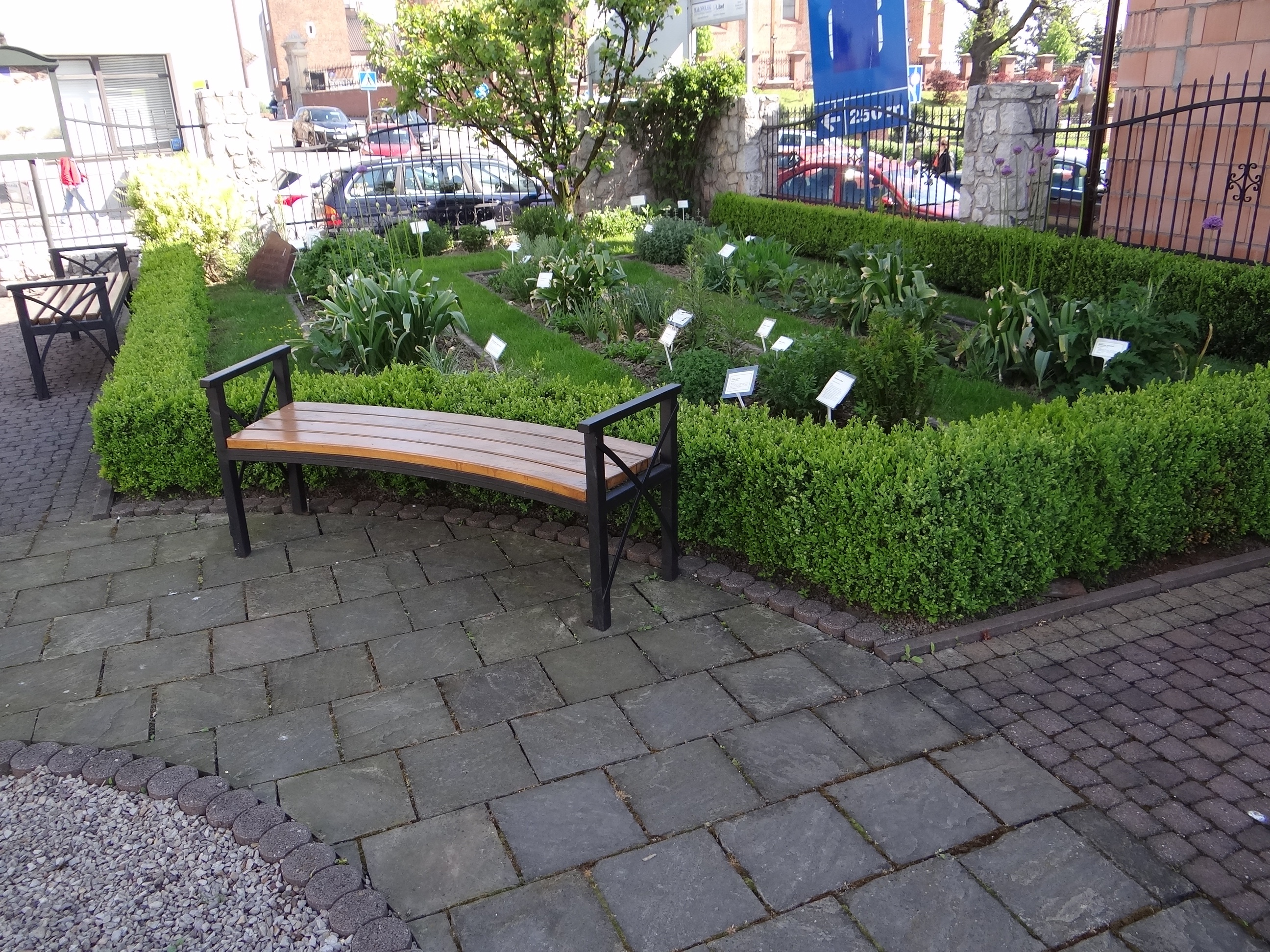